# Harald Otto (Schauspieler)

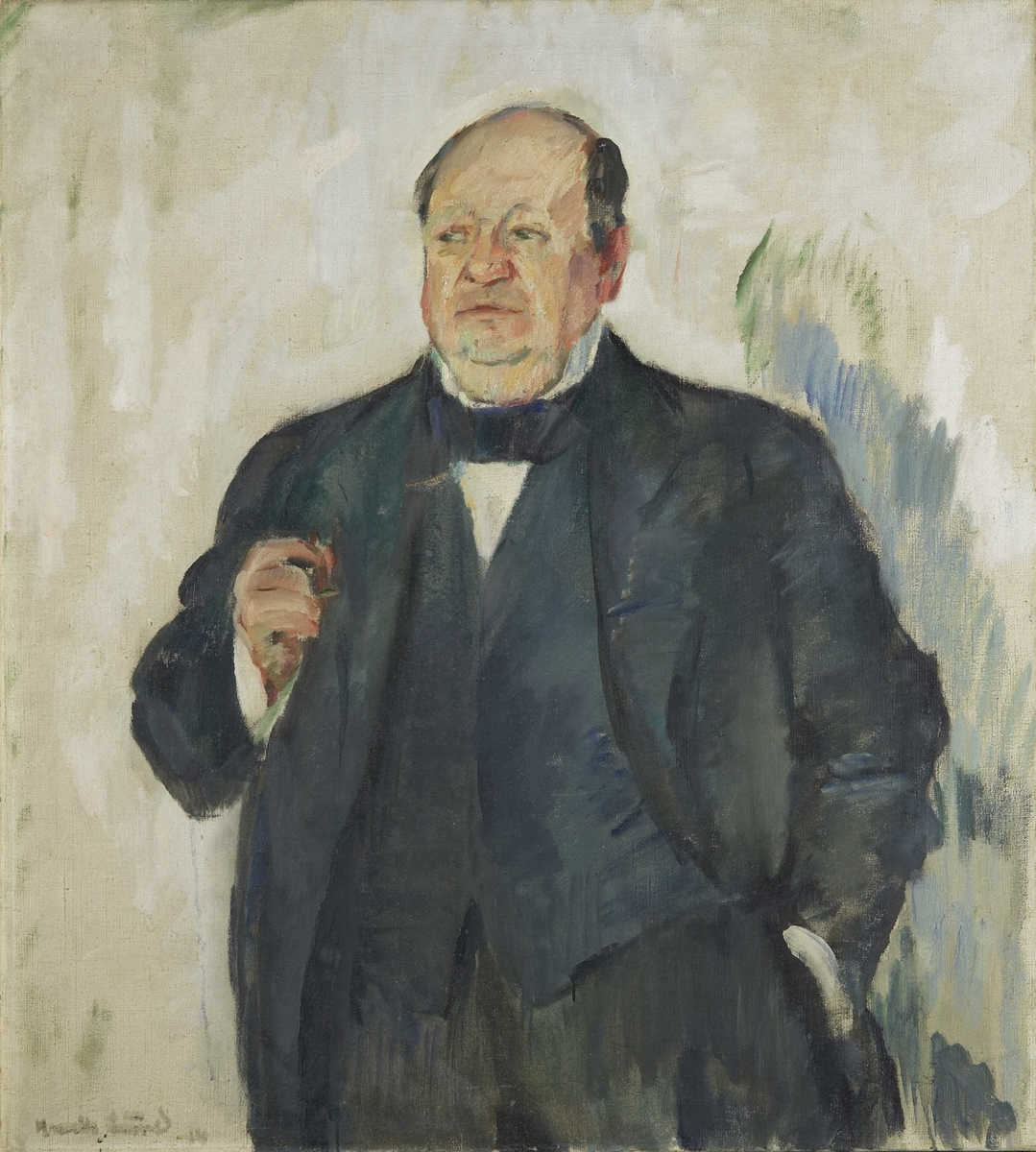
Gemälde von Harald Otto von Henrik Lund (1914)

Harald Otto (* 24. Januar 1865 in Nes; † 13. Mai 1928 in Oslo) war ein norwegischer Schauspieler und Regisseur.

## Leben
Harald Otto wurde 1865 in Nes als Sohn des Bahnhofsvorstehers Hans Otto Hansen und seiner Ehefrau Maren Paulsen geboren. Er zog 1886 in die Vereinigten Staaten um und trat 1890 im Theater in Chicago auf, wo er Ignatzia Johanna Osberg (1869–1945) heiratete. Später kehrte er nach Norwegen zurück, wo er von 1891 bis 1900 in verschiedenen Theatergruppen arbeitete. Er kaufte das Centralteatret im Jahr 1907 und betrieb es bis zu seinem Tod, wobei Torolf Voss als Orchesterdirektor des Theaters fungierte. Nach Harald Ottos Tod am 13. Mai 1928 in Oslo im Alter von 65 Jahren übernahm sein Sohn Reidar Otto das Geschäft. Das Theater blieb bis 1959 im Besitz der Familie Otto.